# Kurt Mahler
Kurt Mahler FRS (Krefeld, 26 de julho de 1903 — Camberra, 25 de fevereiro de 1988) foi um matemático alemão.

## Carreira
Estudou na Universidade de Frankfurt e na Universidade de Göttingen, com doutorado na Universidade de Frankfurt em 1927. Abandonou a Alemanha após a ascensão de Hitler, seguindo um convite de Louis Mordell para a Universidade de Cambridge. Obteve a cidadania britânica em 1946.
Mahler ocupou os seguintes postos:
- Universidade de Manchester
  - Professor assistente, 1937–1939 e 1941–1944
  - Lecturer, 1944–1947; Senior Lecturer, 1948–1949; Reader, 1949–1952
  - Professor de Análise Matemática, 1952–1963
- Professor de Matemática, Instituto de Estudos Avançados, Universidade Nacional da Austrália, 1963–1968 e 1972–1975
- Professor de Matemática, Universidade do Estado de Ohio, 1968–1972
- Professor Emérito, Universidade Nacional da Austrália, 1975.

Foi eleito membro da Royal Society em 1948 e membro da Academia de Ciências da Austrália em 1965. Foi laureado com o Prêmio Berwick Sênior (1950), a Medalha De Morgan (1971) e a Medalha Thomas Ranken Lyle (1977).
Mahler provou que a Constante de Prouhet–Thue–Morse e a constante de Champernowne 0,1234567891011121314151617181920... são números transcendentais.

## Publicações
- Introduction to p-adic numbers and their functions (= Cambridge Tracts in Mathematics and Mathematical Physics. 64). Cambridge University Press, Cambridge u. a. 1973, ISBN 0-521-20001-6.
- Lectures on transcendental numbers (= Lecture Notes in Mathematics. 546). Edited and completed by B. Diviš and W. J. LeVeque. Springer, Berlin u. a. 1976, ISBN 3-540-07986-6.